# Indy Toronto 2023
Das Indy Toronto 2023 (offiziell Honda Indy Toronto) auf dem Kurs Streets of Toronto fand am 16. Juli 2023 statt und ging über eine Distanz von 85 Runden à 2,874 km. Es war der zehnte Lauf zur IndyCar Series 2023.

## Bericht
Aus der Pole-Position startend gewann Christian Lundgaard (Rahal Letterman Lanigan Racing) seinen ersten IndyCar Grand Prix überhaupt. Für das Team RLL war es der erste Sieg seit knapp drei Jahren. Der erst 21-jährige Däne gewann das einzige Rennen außerhalb der USA mit 11,7 Sekunden Vorsprung auf den Führenden in der Meisterschaft Alex Palou (Chip Ganassi Racing). Dritter und damit auf dem Siegerpodest, Colton Herta mit dem Fahrzeug von Andretti Autosport. Bereits in der ersten Runde gab es einen Unfall mit Santino Ferrucci und Benjamin Pedersen (beide A. J. Foyt Enterprises), sowie Ryan Hunter-Reay (Ed Carpenter Racing), Jack Harvey (RLL) und Tom Blomqvist (Meyer Shank Racing), der zum ersten Mal in der IndyCar Series startete. Dieser Unfall bedeutete für Hunter-Reay, Harvey, Pedersen und Blomqvist das frühe Aus. Scott McLaughlin (Team Penske) startete aus der zweiten Position und kämpfte mit Lundgaard längere Zeit um den Sieg. Wegen der abweichenden Boxenstoppstrategie von McLaughlin verlor er das Rennen nach dem dritten Stopp, er kam auf dem sechsten Platz ins Ziel. Nachdem Palou leicht eine Mauer touchierte brach der Frontspoiler in der Höhe der Autofront und hing rechtsseitig herunter. Trotzdem brachte Palou den zweiten Rang ins Ziel und baute in der Meisterschaft seinen Vorsprung aus. Kurz vor dem Ende des Rennens mussten Marcus Ericsson (Chip Ganassi Racing) und Will Power (Team Penske) wegen Spritmangels einen zusätzlichen Stopp einlegen, danach kam Ericsson auf dem 11. und Power auf dem 14. Rang ins Ziel. Palou führte nach dem Rennen die Meisterschaftstabelle mit 117 Punkten Vorsprung vor Teamkollege Scott Dixon an, dahinter Josef Newgarden (Team Penske) mit 126 Punkten Rückstand.

## Meldeliste
| Startnummer | Fahrer              | Team                                 | Motor     |
| ----------- | ------------------- | ------------------------------------ | --------- |
| 2           | Josef Newgarden     | Team Penske                          | Chevrolet |
| 3           | Scott McLaughlin    | Team Penske                          | Chevrolet |
| 5           | Patricio O’Ward     | Arrow McLaren SP                     | Chevrolet |
| 06          | Hélio Castroneves   | Meyer Shank Racing                   | Honda     |
| 6           | Felix Rosenqvist    | Arrow McLaren SP                     | Chevrolet |
| 7           | Alexander Rossi     | Arrow McLaren SP                     | Chevrolet |
| 8           | Marcus Ericsson     | Chip Ganassi Racing                  | Honda     |
| 9           | Scott Dixon         | Chip Ganassi Racing                  | Honda     |
| 10          | Alex Palou          | Chip Ganassi Racing                  | Honda     |
| 11          | Marcus Armstrong    | Chip Ganassi Racing                  | Honda     |
| 12          | Will Power          | Team Penske                          | Chevrolet |
| 14          | Santino Ferrucci    | A. J. Foyt Racing                    | Chevrolet |
| 15          | Graham Rahal        | Rahal Letterman Lanigan Racing       | Honda     |
| 18          | David Malukas       | Dale Coyne Racing / HMD Motorsports  | Honda     |
| 20          | Ryan Hunter-Reay    | Ed Carpenter Racing                  | Chevrolet |
| 21          | Rinus VeeKay        | Ed Carpenter Racing                  | Chevrolet |
| 26          | Colton Herta        | Andretti Autosport / Curb-Agajanian  | Honda     |
| 27          | Kyle Kirkwood       | Andretti Autosport                   | Honda     |
| 28          | Romain Grosjean     | Andretti Autosport                   | Honda     |
| 29          | Devlin DeFrancesco  | Andretti Steinbrenner Autosport      | Honda     |
| 30          | Jack Harvey         | Rahal Letterman Lanigan Racing       | Honda     |
| 45          | Christian Lundgaard | Rahal Letterman Lanigan Racing       | Honda     |
| 51          | Sting Ray Robb      | Dale Coyne Racing / Rick Ware Racing | Honda     |
| 55          | Benjamin Pedersen   | A. J. Foyt Racing                    | Chevrolet |
| 60          | Tom Blomqvist       | Meyer Shank Racing                   | Honda     |
| 77          | Callum Ilott        | Juncos Hollinger Racing              | Chevrolet |
| 78          | Agustín Canapino    | Juncos Hollinger Racing              | Chevrolet |

## Klassifikationen

### Freies Training 1
| Pos. | Nr. | Fahrer           | Team               | Motor     | Zeit       |
| ---- | --- | ---------------- | ------------------ | --------- | ---------- |
| 1    | 27  | Kyle Kirkwood    | Andretti Autosport | Honda     | 01:00.8075 |
| 2    | 28  | Romain Grosjean  | Andretti Autosport | Honda     | 01:00.8575 |
| 3    | 6   | Felix Rosenqvist | Arrow McLaren SP   | Chevrolet | 01:00.8607 |

### Freies Training 2
| Pos. | Nr. | Fahrer          | Team                              | Motor | Zeit       |
| ---- | --- | --------------- | --------------------------------- | ----- | ---------- |
| 1    | 26  | Colton Herta    | Andretti Autosport Curb-Agajanian | Honda | 01:00.5657 |
| 2    | 27  | Kyle Kirkwood   | Andretti Autosport                | Honda | 01:00.5972 |
| 3    | 8   | Marcus Ericsson | Chip Ganassi Racing               | Honda | 01:00.6350 |

### Qualifying
| Pos. | Nr. | Fahrer              | Team                                 | Motor     | Zeit       | Zeit       | Zeit       | Zeit       | Startplatz |
| Pos. | Nr. | Fahrer              | Team                                 | Motor     | Q1         | Q1         | Q2         | Q3         | Startplatz |
| Pos. | Nr. | Fahrer              | Team                                 | Motor     | Gruppe 1   | Gruppe 2   | Q2         | Q3         | Startplatz |
| ---- | --- | ------------------- | ------------------------------------ | --------- | ---------- | ---------- | ---------- | ---------- | ---------- |
| 1    | 45  | Christian Lundgaard | Rahal Letterman Lanigan Racing       | Honda     | 01:01.2205 | N/A        | 01:11.6498 | 01:04.1567 | 1          |
| 2    | 3   | Scott McLaughlin    | Team Penske                          | Chevrolet | 01:01.4651 | N/A        | 01:12.0354 | 01:04.4790 | 2          |
| 3    | 5   | Pato O’Ward         | Arrow McLaren SP                     | Chevrolet | N/A        | 01:14.6156 | 01:11.3448 | 01:04.5500 | 3          |
| 4    | 8   | Marcus Ericsson     | Chip Ganassi Racing                  | Honda     | N/A        | 01:14.0931 | 01:12.1818 | 01:04.9091 | 4          |
| 5    | 6   | Felix Rosenqvist    | Arrow McLaren SP                     | Chevrolet | N/A        | 01:14.4562 | 01:11.7609 | 01:04.9423 | 5          |
| 6    | 12  | Will Power          | Team Penske                          | Chevrolet | 01:01.3766 | N/A        | 01:12.1995 | 01:05.0703 | 6          |
| 7    | 9   | Scott Dixon         | Chip Ganassi Racing                  | Honda     | 01:01.4546 | N/A        | 01:12.3123 | N/A        | 7          |
| 8    | 27  | Kyle Kirkwood       | Andretti Autosport                   | Honda     | 01:00.6453 | N/A        | 01:12.3316 | N/A        | 8          |
| 9    | 28  | Romain Grosjean     | Andretti Autosport                   | Honda     | N/A        | 01:14.0454 | 01:12.5611 | N/A        | 9          |
| 10   | 11  | Marcus Armstrong    | Chip Ganassi Racing                  | Honda     | N/A        | 01:14.8143 | 01:13.5600 | N/A        | 10         |
| 11   | 2   | Josef Newgarden     | Team Penske                          | Chevrolet | N/A        | 01:14.2781 | 01:13.6353 | N/A        | 11         |
| 12   | 21  | Rinus VeeKay        | Ed Carpenter Racing                  | Chevrolet | 01:01.1978 | N/A        | 01:15.0226 | N/A        | 12         |
| 13   | 06  | Hélio Castroneves   | Meyer Shank Racing                   | Honda     | 01:01.5325 | N/A        | N/A        | N/A        | 13         |
| 14   | 26  | Colton Herta        | Andretti Autosport / Curb-Agajanian  | Honda     | N/A        | 01:14.8356 | N/A        | N/A        | 14         |
| 15   | 10  | Alex Palou          | Chip Ganassi Racing                  | Honda     | 01:01.6340 | N/A        | N/A        | N/A        | 15         |
| 16   | 77  | Callum Ilott        | Juncos Hollinger Racing              | Chevrolet | N/A        | 01:14.8759 | N/A        | N/A        | 16         |
| 17   | 18  | David Malukas       | Dale Coyne Racing HMD Motorsports    | Honda     | 01:02.0296 | N/A        | N/A        | N/A        | 17         |
| 18   | 78  | Agustín Canapino    | Juncos Hollinger Racing              | Chevrolet | N/A        | 01:15.4540 | N/A        | N/A        | 18         |
| 19   | 30  | Jack Harvey         | Rahal Letterman Lanigan Racing       | Honda     | 01:02.2035 | N/A        | N/A        | N/A        | 19         |
| 20   | 60  | Tom Blomqvist       | Meyer Shank Racing                   | Honda     | N/A        | 01:16.0415 | N/A        | N/A        | 20         |
| 21   | 20  | Ryan Hunter-Reay    | Ed Carpenter Racing                  | Chevrolet | 01:02.2554 | N/A        | N/A        | N/A        | 21         |
| 22   | 29  | Devlin DeFrancesco  | Andretti Steinbrenner Autosport      | Honda     | N/A        | 01:16.0598 | N/A        | N/A        | 22         |
| 23   | 51  | Sting Ray Robb      | Dale Coyne Racing / Rick Ware Racing | Honda     | 01:02.3978 | N/A        | N/A        | N/A        | 23         |
| 24   | 14  | Santino Ferrucci    | A. J. Foyt Enterprises               | Chevrolet | N/A        | 01:16.2870 | N/A        | N/A        | 24         |
| 25   | 55  | Benjamin Pedersen   | A. J. Foyt Enterprises               | Chevrolet | 01:02.6538 | N/A        | N/A        | N/A        | 25         |
| 26   | 7   | Alexander Rossi     | Arrow McLaren SP                     | Chevrolet | N/A        | 01:18.9856 | N/A        | N/A        | 26         |
| 27   | 15  | Graham Rahal        | Rahal Letterman Lanigan Racing       | Honda     | N/A        | 01:29.3774 | N/A        | N/A        | 27         |

### Endergebnis
| Pos. | Nr. | Fahrer              | Team                                 | Motor     | Runden | Zeit/Rückstand | Boxenstopps | Startplatz | Führungsrunden | Punkte |
| ---- | --- | ------------------- | ------------------------------------ | --------- | ------ | -------------- | ----------- | ---------- | -------------- | ------ |
| 1    | 45  | Christian Lundgaard | Rahal Letterman Lanigan Racing       | Honda     | 85     | 1:41:55.8001   | 2           | 1          | 54             | 54     |
| 2    | 10  | Alex Palou          | Chip Ganassi Racing                  | Honda     | 85     | 11.7893        | 2           | 15         |                | 40     |
| 3    | 26  | Colton Herta        | Andretti Autosport Curb-Agajanian    | Honda     | 85     | 15.0599        | 2           | 14         |                | 35     |
| 4    | 9   | Scott Dixon         | Chip Ganassi Racing                  | Honda     | 85     | 15.7600        | 2           | 7          | 2              | 33     |
| 5    | 2   | Josef Newgarden     | Team Penske                          | Chevrolet | 85     | 19.2421        | 2           | 11         |                | 30     |
| 6    | 3   | Scott McLaughlin    | Team Penske                          | Chevrolet | 85     | 19.4798        | 2           | 2          | 28             | 29     |
| 7    | 11  | Marcus Armstrong R  | Chip Ganassi Racing                  | Honda     | 85     | 22.8005        | 2           | 10         |                | 26     |
| 8    | 5   | Pato O’Ward         | Arrow McLaren SP                     | Chevrolet | 85     | 23.9982        | 2           | 3          |                | 24     |
| 9    | 15  | Graham Rahal        | Rahal Letterman Lanigan Racing       | Honda     | 85     | 26.6884        | 4           | 27         |                | 22     |
| 10   | 6   | Felix Rosenqvist    | Arrow McLaren SP                     | Chevrolet | 85     | 28.6024        | 3           | 5          |                | 20     |
| 11   | 8   | Marcus Ericsson     | Chip Ganassi Racing                  | Honda     | 85     | 33.5625        | 3           | 4          | 1              | 20     |
| 12   | 78  | Agustín Canapino R  | Juncos Hollinger Racing              | Chevrolet | 85     | 35.2616        | 2           | 18         |                | 18     |
| 13   | 21  | Rinus VeeKay        | Ed Carpenter Racing                  | Chevrolet | 85     | 35.6375        | 2           | 12         |                | 17     |
| 14   | 12  | Will Power          | Team Penske                          | Chevrolet | 85     | 36.3467        | 3           | 6          |                | 16     |
| 15   | 27  | Kyle Kirkwood       | Andretti Autosport                   | Honda     | 85     | 37.1611        | 4           | 8          |                | 15     |
| 16   | 7   | Alexander Rossi     | Arrow McLaren SP                     | Chevrolet | 84     | 1 Rd.          | 3           | 26         |                | 14     |
| 17   | 14  | Santino Ferrucci    | A. J. Foyt Enterprises               | Chevrolet | 82     | 3 Rd.          | 6           | 24         |                | 13     |
| 18   | 77  | Callum Ilott        | Juncos Hollinger Racing              | Chevrolet | 81     | Unfall         | 4           | 16         |                | 12     |
| 19   | 51  | Sting Ray Robb R    | Dale Coyne Racing / Rick Ware Racing | Honda     | 81     | 4 Rd.          | 3           | 23         |                | 11     |
| 20   | 18  | David Malukas       | Dale Coyne Racing / HMD Motorsports  | Honda     | 69     | Unfall         | 3           | 17         |                | 10     |
| 21   | 06  | Hélio Castroneves   | Meyer Shank Racing                   | Honda     | 45     | Unfall         | 1           | 13         |                | 9      |
| 22   | 28  | Romain Grosjean     | Andretti Autosport                   | Honda     | 41     | Unfall         | 1           | 9          |                | 8      |
| 23   | 29  | Devlin DeFrancesco  | Andretti Steinbrenner Autosport      | Honda     | 10     | Defekt         |             | 22         |                | 7      |
| 24   | 30  | Jack Harvey         | Rahal Letterman Lanigan Racing       | Honda     | 0      | Unfall         |             | 19         |                | 6      |
| 25   | 60  | Tom Blomqvist R     | Meyer Shank Racing                   | Honda     | 0      | Unfall         |             | 20         |                | 5      |
| 26   | 20  | Ryan Hunter-Reay    | Ed Carpenter Racing                  | Chevrolet | 0      | Unfall         |             | 21         |                | 5      |
| 27   | 55  | Benjamin Pedersen R | A. J. Foyt Enterprises               | Chevrolet | 0      | Unfall         |             | 25         |                | 5      |

(R)=Rookie / 3 Gelbphasen für insgesamt 16 Rd.

## Führungsrunden
| Fahrer              | Team                           | Anzahl |
| ------------------- | ------------------------------ | ------ |
| Christian Lundgaard | Rahal Letterman Lanigan Racing | 54     |
| Scott McLaughlin    | Team Penske                    | 28     |
| Scott Dixon         | Chip Ganassi Racing            | 2      |
| Marcus Ericsson     | Chip Ganassi Racing            | 1      |